# Dendrophysa russelii
Dendrophysa russelii är en fiskart som först beskrevs av Cuvier 1829.  Dendrophysa russelii ingår i släktet Dendrophysa och familjen havsgösfiskar. Inga underarter finns listade i Catalogue of Life.